# Созанський Максим Андрійович
Макси́м Андрі́йович Соза́нський — майор Збройних сил України, учасник російсько-української війни. Лицар всіх ступенів ордена Богдана Хмельницького.

## Нагороди та вшанування
- Орден «За мужність» III ступеня (17.11.2022) —

За особисту мужність і самовіддані дії, виявлені у захисті державного суверенітету та територіальної цілісності України, вірність військовій присязі
- орден «Богдана Хмельницького» I ступеня (21.06.2022) — За особисту мужність і самовіддані дії, виявлені у захисті державного суверенітету та територіальної цілісності України, вірність військовій присязі[2].
- Медаль «За військову службу Україні» (28.07.2021) — За особисту мужність, виявлену під час бойових дій, зразкове виконання військового обов'язку та з нагоди Дня Сил спеціальних операцій Збройних Сил України[3].
- орден «Богдана Хмельницького» II ступеня (14.11.2019) — За особисту мужність і самовіддані дії, виявлені у захисті державного суверенітету та територіальної цілісності України[4].
- орден «Богдана Хмельницького» III ступеня (27.07.2017) — За особисту мужність і високий професіоналізм, виявлені у захисті державного суверенітету та територіальної цілісності України, зразкове виконання військового обов'язку[5].